# 原田悦志
原田 悦志（1968年8月・横浜生まれ）は、コンテンツプロデューサー、エンタメメディア研究家、大学教員。

## プロフィール
神奈川県横浜市生まれ。神奈川県立小田原高等学校在学中に高校生だけのオーケストラを作る。マイカミュージックラボラトリー作曲科除籍。
上智大学外国語学部ロシア語学科在籍時に国際関係論を副専攻し、法学部国際関係法学科卒業。東京外国語大学総合国際学研究科博士前期課程修了。学生時代40カ国を一人で訪れ、ソ連崩壊の際にロシアや東欧で撮影された写真はロシア・ソ連史の書籍で使用される。1993年NHK入局。長野五輪記念オペラ、香港返還特番、放送80周年記念特番などを担当。札幌放送局、国際放送局、日本国際放送出向。「J-MELO」を立ち上げ、J-POPを世界に伝える第一人者となる。放送総局を経て、2023年9月退職。
東京藝術大学、外務省、早稲田大学、衆議院議員会館、日本レコード協会、ロンドン大学、同志社大学、京都市立芸術大学、上智大学、関西大学、武蔵大学などでのシンポジウム登壇や講師、講演等の他、ビルボードジャパン、オリコン、Musicman-NET、BSフジ、キネマ旬報をはじめ、多数のインタビューを受ける。コラム「世界音楽放浪記」（ビルボードジャパン）連載。

## 大学教員・研究職・所属学会
- 日本ポピュラー音楽学会（会員）
- デジタルアーカイブ学会（評議員・会員）
- グローバル人材育成教育学会（会員）
- 慶應義塾大学アート・センター（訪問所員・非常勤講師）
- 関東学院大学国際文化学部客員教授
- 明治大学国際日本学部兼任講師
- 東京外国語大学(特別研究員・非常勤講師）

## 書籍
- 「アイドル❤ヒロインを探せ」（慶應義塾大学アートセンター・共著・2015）
- 「J-MELOが教えてくれた世界でウケる日本音楽」（ぴあ・監修・2015・ISBN-13: 978-4835625423）

## 主な担当番組
- NHK歌謡コンサート
- NHKニューイヤーオペラコンサート
- 芸術劇場
- ETV特集
- 土曜特集
- クラシック倶楽部
- ウィークエンド・ジャパノロジー
- J-MELO